# Isidora Sekulić
Isidora Sekulić (v srbské cyrilici Исидора Секулић, 16. února 1877, Mošorin, Rakousko-Uhersko – 5. dubna 1958, Bělehrad, Jugoslávie) byla srbská spisovatelka, překladatelka a členka Srbské akademie věd a umění (SANU).

## Život
Mládí strávila v Rumě a Zemunu, později studovala v Budapešti. Pracovala jako profesorka matematiky na různých středních školách (Pančevo, Šabac, Bělehrad). Znala několik jazyků a ve své době patřila k nejvzdělanějším Srbkám. Navštívila celou řadu zemí (Norsko, Spojené království, Francie).
Svoji první literární kritiku zveřejnila v roce 1910, kdy jí bylo 33 let.
V meziválečném období odcestovala do Německa, kde se věnovala studiu filozofie. Jako spisovatelka a na svoji dobu výjimečně vzdělaná autorka získala přehled v celé řadě uměleckých oborů, kromě literatury také i hudbě, filozofii, či malířství. Problémy světa se ale pokoušela vyjádřit jinak, než prostřednictvím psaní různých literárních děl.

Po druhé světové válce se stala první předsedkyní Sdružení srbských spisovatelů. V roce 1950 byla zvolena za čestného člena SANU.

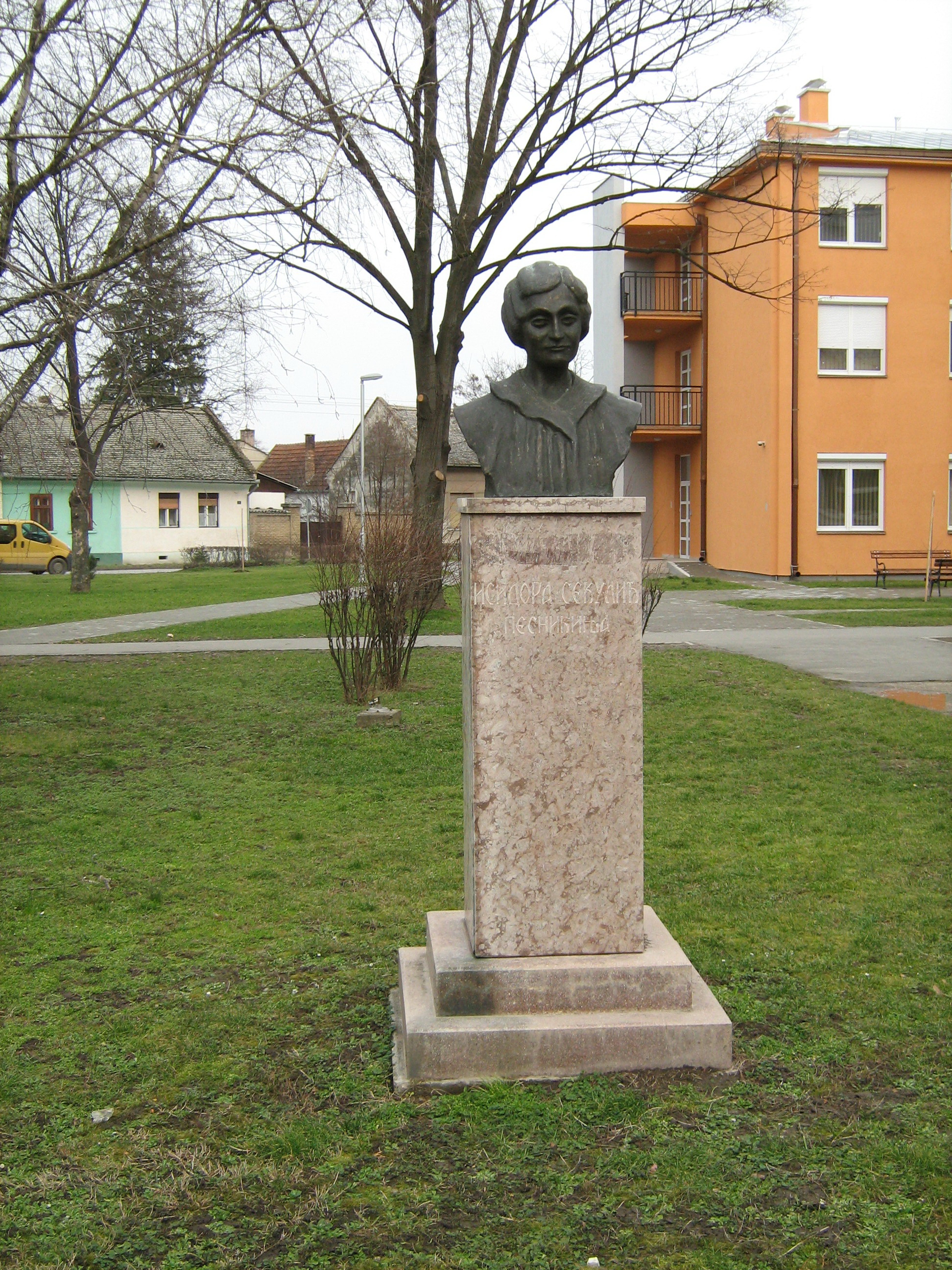
Busta Isidory Sekulić ve městě Sombor, Srbsko.

## Díla
Podobně i jako řada dalších autorů moderny i Isidora Sekulić byla velmi aktivní v oblasti kritické. Tento žánr pro ní byl dokonce primárním; nejvíce sepsala právě literárních kritik a esejí. V nich se pokoušela spíše než dílo hodnotit jej interpretovat a tlumočit. Kromě literárních psala eseje a kritiky také o hudbě, divadle, malířství, jazyce, morálce a filozofii. Podobně jako Vuk Karadžić i ona pracovala s lidovým jazykem a jeho lidovou podstatu považovala za základní kámen, který jazyk formuje.
Nejznámějším dílem Isidory Sekulić je román Kronika vesnického hřbitova (srbsky Kronika palančakog groblja; první díl vyšel 1940, druhý 1958), který vypráví příběh v rozporu se zažitými zvyklostmi; kniha začíná na hřbitově a postupně se vrací do života a radosti běžného vojvodinského maloměsta, či vesnice. Svoji cestu do Norska zachytila v cestopisu Dopisy z Norska (srbsky Pisma iz Norveške). Ním, a ještě knihou Saputnici (česky Souputníci, 1913) si získala pozornost tehdejších předních srbských kritiků, kterými byli Jovan Skerlić a Antun Gustav Matoš. Druhý z uvedených klasiků jihoslovanské literatury označil její styl ve sbírce povídek Saputnici jako tanec slov.[zdroj?]
Mezi další díla Isidory Sekulić patří i román Zapisi o mom narodu (Poznámky o mém lidu, 1948), či Đakon bogorodične crkve (Diákon kostela Panny Marie, 1920).
Její monografie Njegošu - knjiga duboke odanosti I (česky Njegošovi – kniha hluboké oddanosti) vyvolala v jugoslávském literárním prostředí bouřlivé reakce. Hlavní ideolog tehdejšího komunistického režimu, Milovan Đilas, ji ostře odsoudil, což autorku donutilo aby spálila ještě nevydaný druhý díl, který se měl věnovat Horskému věnci - stěžejnímu dílu srbské a černohorské literatury.